# Marandúa Air Base
Marandúa Air Base är en flygplats i Colombia.   Den ligger i departementet Vichada, i den östra delen av landet, 600 km öster om huvudstaden Bogotá. Marandúa Air Base ligger 106 meter över havet.
Terrängen runt Marandúa Air Base är mycket platt.  Trakten runt Marandúa Air Base är nära nog obefolkad, med mindre än två invånare per kvadratkilometer. Det finns inga samhällen i närheten. Trakten runt Marandúa Air Base består i huvudsak av gräsmarker.